# Papuapsylla barretti
Papuapsylla barretti är en loppart som beskrevs av Holland 1969. Papuapsylla barretti ingår i släktet Papuapsylla och familjen Stivaliidae. Inga underarter finns listade i Catalogue of Life.